# Marie Aycard
Marie Aycard, né à Marseille le 9 novembre 1794 et mort à Paris le 6 juin 1859, est un romancier et auteur dramatique français.

## Biographie
Il fait ses études au lycée Thiers de Marseille. Avec un groupe d'amis poètes, dont plusieurs sont réunis par la franc-maçonnerie locale (loge la Française de Saint-Louis), il fonde le Cercle académique de Marseille et publie des poésies dans la revue du groupe, L'Alcyon (1821, 6 numéros mensuels), et dans un recueil, Les Roses provençales (1824, publié par un ancien du Cercle académique), avant d'aller se fixer à Paris en 1822, où il contribue par des nouvelles et des articles sur le théâtre à différents journaux : Le Constitutionnel des dames, La Pandore, La Lorgnette, Le Pilote. En 1822 (mais publié en 1823), il traduit de l'espagnol les comédies de Manuel Eduardo de Gorostiza pour le Répertoire des théâtres étrangers. Il publie ensuite ses premiers romans (Dina, 1824 et Flora, 1825) et des Ballades et chants populaires de la Provence (1826), avant plusieurs années d'inactivité. En 1829, il débute au théâtre et reprend la publication de romans populaires pour cabinets de lecture (le Sire de Moret, 1829, Marie de Mancini, 1830, etc.) jusqu'en 1837, seul ou en collaboration avec Auguste Ricard dont il est très proche. Il contribue de façon anonyme (avec d'autres) à plusieurs romans de ce dernier. À partir de 1837, il commence à fournir des feuilletons littéraires au Temps (sous divers pseudonymes, dont Marc Perrin) puis (1838) au Courrier français (sous son nom), et d'abord des "feuilletons-nouvelles" complets en une seule parution. Dans Le Courrier français, il forme un trio d'auteurs à succès avec Eugène Guinot et Louis Lurine, jusque fin 1842. Grâce à ce journal et à ces feuilletons, il acquiert une certaine notoriété et adhère à la Société des Gens de Lettres (SDGL) dès sa fondation en 1838. Il continue d'écrire en collaboration quelques pièces de théâtre.
Son prénom le fait souvent prendre pour une femme. Néanmoins, écrit Charles Monselet, « M. Marie Aycard est trapu, barbu et Marseillais ; deux prunelles malicieuses étincellent sous ses lunettes ; il a l'organe impétueux et sonore ; il porte une grosse canne. » En 1852, Nadar brosse ainsi son portrait dans le Journal pour rire : « Encore un Marseillais, le feuilleton fait chair, j'entends le feuilleton-type, la petite nouvelle, en un numéro, fraîche, légère et court vêtue, sentimentale parfois, quand elle n'est pas tout bonnement spirituelle, telle en un mot que l'ancien Courrier français l'avait créée : j'ai nommé Marie Aycard, et je ne suis pas fâché que ce visage barbu et enlunetté vienne par mes soins donner démenti à plus d'un commis voyageur qui s'est vanté à table d'hôte de ses relations avec la célèbre Marie Aycard. M. Aycard a à peu près abandonné aujourd'hui le feuilleton pour le vaudeville : ce n'est pas les théâtres qui y perdent... »
Ses nouvelles ont été redécouvertes et rééditées à partir de 2003 par la revue Le Rocambole. Une thèse a été consacrée à cet écrivain-journaliste en 2015 , où on défend l'idée que le roman-feuilleton a été précédé, au rez-de-chaussée des quotidiens, à partir de 1836, par une multitude de "feuilletons-nouvelles" (eux-mêmes issus du feuilleton de "variété"), dont Marie Aycard fut un des représentants les plus assidus de 1837 à 1842, avec plusieurs centaines de récits, notamment dans le journal quotidien Le Courrier français, qui en fait, à bien des égards, un précurseur du récit policier et criminel en France (Les Deux voleurs, La Fouine, etc.).
Un des caractères les plus extraordinaires des feuilletons-nouvelles de Marie Aycard est leur "viralité" médiatique : certains de ces contes très courts sont énormément reproduits dans la presse régionale, francophone ou traduits en de nombreux pays et langues. Un conte (ou feuilleton-nouvelle) comme Les Pommes de calville (1840) est réimprimé dans plus de cent journaux dans le monde entier jusque dans les années 1890.

## Œuvre

### Romans, nouvelles
- Dina, ou la Fiancée juive, 2 vol., 1824
- Flora, 1825
- Les Parchemins et la Livrée, (anonyme) avec Eugène Garay de Monglave, 2 vol., 1825
- Le Sire de Moret, page du roi, 4 vol., 1829 Texte en ligne 1 2 3 4
- Marie de Mancini, histoire de 1659, 3 vol., 1830
- La Fille bleue, ou la Novice, l'Archevêque et l'Officier municipal, 4 vol., 1833 (signé Jean-Pierre)
- Le Couvent de los Ayudos, 4 vol., 1833 (signé Jean-Pierre)
- L'Actrice et le Faubourien roman de mœurs, avec Auguste Ricard, 4 vol., 1834 Texte en ligne 1 2 3
- Le Comte de Horn, avec une preface A Monsieur Auguste Ricard. Bruxelles, Wahlen, 1835.
- Comme on gâte sa vie, esquisses de mœurs, avec Auguste Ricard, 5 vol., 1835
- Julienne Petit, ou le Voleur et la grisette, 2 vol., 1836
- Une femme de chambre, 2 vol., 1837 (publication citée par Quérard mais non attestée)
- La Fouine, 1841 (feuilleton-nouvelle)
- La Mauvaise Année, 1841 (feuilleton-nouvelle)
- Le Projet d'un crime, 1841 (feuilleton-nouvelle)
- L'Alibi, 1842 (feuilleton-nouvelle)
- Les Cardons à la moëlle, 1842 (feuilleton-nouvelle)
- La Croix de pierre 1842 (feuilleton-nouvelle)
- John Poker, 1843 (feuilleton-nouvelle)
- Gaëtano, 1843 (feuilleton-nouvelle)
- Sir Robert Hill, 1843 (feuilleton-nouvelle)
- Un rapport de police sous l'Empire, 1845 (feuilleton-nouvelle)
- La Lettre de grâce, 1847 (feuilleton-nouvelle)
- La Logique des passions, 1848 (roman-feuilleton)
- Lantara, 1850 (feuilleton-nouvelle)
- William Vernon, 1852 (feuilleton-nouvelle)
- M. et Mme de Saintot, 1854 (roman-feuilleton)
- Le Château de La Renardière, 4 vol., 1854
- Mlle Potain. Un enlèvement en 1805, 1854
- Mme de Linant, 1854
- Nouvelles d'hier, 1854 Texte en ligne
- Le Diamant de famille, 4 vol., 1854 Texte en ligne 1 2 3 4
- Les Gentlemen de grands chemins, 2 vol., 1857 Tome 2 en ligne
- La lettre de grâce et autres feuilletons-nouvelles du Constitutionnel : 1843-1844, préface et bibliographie par Jean-Luc Buard, Paris, Archives et documents-Presse & feuilletons (ADPF), 2019, 294 p. Recueil des 11 feuilletons de l’auteur dans le journal Le Constitutionnel.  (ISBN 978-0-244-48555-9)

### Théâtre
- Paul Morin, drame en 3 actes, avec Étienne Arago, Paris, Théâtre de l'Ambigu-Comique, 27 septembre 1829 Texte en ligne
- Mlle Aïssé, comédie-vaudeville en 1 acte, avec Emmanuel Arago, Paris, Théâtre du Vaudeville, 3 octobre 1832
- Un Pont-Neuf, comédie-vaudeville en 1 acte, avec Emmanuel Arago, Paris, Théâtre du Vaudeville, 9 septembre 1833
- Un antécédent, comédie-vaudeville en 1 acte, avec Emmanuel Arago, Paris, Théâtre du Vaudeville, 23 août 1834
- Mlle Desgarcins, ou la Troisième représentation d'Othello, comédie-vaudeville en 1 acte, avec Louis-Émile Vanderburch, Paris, Théâtre du Vaudeville, 13 juillet 1839
- Le Premier Malade, comédie en 1 acte en prose, mêlée de couplets, avec Louis-Émile Vanderburch, Paris, Théâtre du Vaudeville, 10 octobre 1847

### Autres publications
- Œuvres dramatiques de Gorostiza, traduites de l'espagnol par Marie Aycard, 1822
- Salon de 1824, avec Ferdinand Flocon, 1824 Texte en ligne
- Ballades et chants populaires de la Provence, 1826 Texte en ligne

### Rééditions récentes de feuilletons-nouvelles et contes séparés
- « La Lettre de grâce », Le Constitutionnel, 1-3 août 1843 (in Le Rocambole n°24-25, daté automne-hiver 2003 (mars 2004), p. 299-316, présenté par Jean-Luc Buard). Récit criminel et historique (époque Louis XVI, personnage M. de Maurepas)
- « Les Deux voleurs », Le Courrier français, 15 au 23 novembre 1844, 6 épisodes (in Le Rocambole n°24-25, mars 2004, p. 317-351). Récit policier et criminel
- « Un conspirateur en 1800 », Le Courrier français, 13 mai 1842 (in Le Rocambole n°27, 2004, p. 169-176). Récit policier, criminel et historique (personnage, Fouché)
- « Le Portrait », Le Courrier français, 24 mars 1842 (in Le Rocambole n°36, 2006, p. 167-176). Récit criminel (histoire d'aigrefin)
- « L'Épreuve » (signé Marc Perrin), Le Temps, 11 février 1841 (in Le Rocambole n°48-49, 2009, p. 340-45). Récit sentimental et humoristique
- « La Peine du talion » (signé Marc Perrin), Le Temps, 17 décembre 1839 (in Le Rocambole n°48-49, 2009, p. 345-50). Récit policier et criminel
- « Les Pommes de Calville », Le Courrier français, 9 avril 1840 (in Le Rocambole n°48-49, 2009, p. 332-339). Récit historique sur l'Empire (personnages Bonaparte, Joséphine, Fouché)
- « Le Tablier de maître », L'Orient, revue universelle de la franc-maçonnerie, octobre 1844 (blog Critica masonica, mars 2015) http://criticamasonica.over-blog.com/2015/03/litterature-maconnique-1a-b-le-tablier-de-maitre-de-marie-aycard.html
- « Le Sous-préfet et le comédien », L'Orient, revue universelle de la franc-maçonnerie, mars 1845 (in Critica masonica n°7, p. 121-131, présenté par Jean-Luc Buard)
- « La Fouine », Le Courrier français, 12 et 13 novembre 1841 (in Le Rocambole n°77, 2016, p. 143-156, avec bibliographie). Récit policier, criminel et historique (époque Louis XVI, 1778, personnage M. Lenoir, lieutenant de police)
- « Le Tombeau », Le Courrier français, 26 octobre 1838 (in Le Visage vert n°30, 2018, p. 105-123, avec bibliographie). Parodie écrite en hommage à Ann Radcliffe, traduite en italien, allemand, portugais et anglais (aux États-Unis dans The New Mirror en 1843, signée EP, ce qui la fit par la suite attribuer par erreur à Edgar Poe).
- « Un mariage en quinze minutes », Le Courrier français, 12 septembre 1839 (in Le Rocambole n°88-89, nov. 2019, p. 344-352, avec article « La première fiction ferroviaire ? ». Feuilleton-nouvelle écrit à la suite de l'ouverture de la ligne de chemin de fer Thann-Mulhouse, inaugurée le 1er septembre 1839 par la Compagnie du chemin de fer de Mulhouse à Thann.
- « L'Écu de cent sous », Le Courrier français, 2 avril 1840 ; réimprimé dans Le Courrier des États-Unis (New York), sous la signature Eugène Guinot le 24 septembre 1840 et renvoyé vers la France sous cette signature ; réimprimé à large échelle sous cette signature, notamment dans L'Écho des feuilletons, tome I, n° 1, décembre 1840 ; traduit en anglais sous la signature Eugène Guinot dans The Brother Jonathan (New York) en octobre 1840 puis dans le Chambers's Edinburgh Journal, 26 décembre 1840. Immense succès populaire pour ce feuilleton-nouvelle : reproduit, traduit, adapté, diffusé dans plus de 416 périodiques, en au moins onze langues et 21 pays de 1840 à 1917. Traduit, retraduit et adapté au moins huit fois en anglais durant cette période, ce phénomène est commenté (et le feuilleton réédité) dans Jean-Luc Buard, Culture médiatique et presse numérisée : médiasphère des feuilletons-nouvelles de Marie Aycard (1794-1859), Presses de l'enssib, 2019.

### Audiolivres
- Le Sabbat (Le Courrier français, 1842), mis en ligne le 30 janvier 2019, donneur de voix Daniel Luttringer
- Le Major Linch (1854), mis en ligne le 26 mars 2019, donneur de voix Daniel Luttringer
- Les Loups de Montfort (1854), mis en ligne le 28 mai 2019, donneur de voix Daniel Luttringer
- Le Pâté de perdraux (La Patrie, 1854), mis en ligne le 14 novembre 2021, donneur de voix Daniel Luttringer
- La Cravache (Revue pittoresque, 1844), mis en ligne le 25 janvier 2022, donneur de voix Daniel Luttringer
- Le Testament (Le Courrier français, 7 juillet 1842), mis en ligne le 21 février 2022, donneur de voix Daniel Luttringer
- Les Pommes de calville (Le Courrier français, 1840), mis en ligne le 7 mai 2022, donneur de voix Daniel Luttringer
- Les Trois avis (Le Courrier français, 1840), mis en ligne le 19 mai 2022, donneur de voix Daniel Luttringer
- Le Pistolet anglais (Revue pittoresque, 1845), mis en ligne le 30 juin 2022, donneur de voix Daniel Luttringer
- Le Fruit défendu (Le Courrier français, 25 avril 1839), mis en ligne le 29 juin 2023, donneur de voix Daniel Luttringer

## Sources
- Claude Mesplède (dir.), Dictionnaire des littératures policières, vol. 1 : A - I, Nantes, Joseph K, coll. « Temps noir », 2007, 1054 p. (ISBN 978-2-910-68644-4, OCLC 315873251)